# Gymnodia pappi
Gymnodia pappi är en tvåvingeart som beskrevs av Mihalyi 1975. Gymnodia pappi ingår i släktet Gymnodia och familjen husflugor. Inga underarter finns listade i Catalogue of Life.